# Carex complanata
Carex complanata är en halvgräsart som beskrevs av John Torrey och William Jackson Hooker. Carex complanata ingår i släktet starrar, och familjen halvgräs.

## Underarter
Arten delas in i följande underarter:
- C. c. complanata
- C. c. tropicalis